# مسجد حاج حاکم نصیر رشتی
مسجد حاج حاکم نصیر رشتی مربوط به دوره قاجار است و در رشت، خیابان مطهری، کوچه ساغریسازان واقع شده و این اثر در تاریخ ۱۴ مرداد ۱۳۸۲ با شمارهٔ ثبت ۹۳۸۲ به‌عنوان یکی از آثار ملی ایران به ثبت رسیده است.